# Oz Bilu
Oz Bilu (hebräisch עוז בילו; * 16. Januar 2001 in Rischon LeZion) ist ein israelischer Fußballspieler.

## Karriere

### Verein
Nachdem Bilu in der Jugend von 2010 bis 2011 bei Maccabi Tel Aviv gespielt hatte, verbrachte er den weiteren Verlauf seiner Jugend bis 2015 bei Hapoel Rishon Letsion. Anschließend kehrte er kurz nach Tel Aviv zurück, ehe er sich 2016 dem MS Aschdod anschloss. Hier durchlief er die weiteren U-Mannschaften und wurde im Mai 2020 ein Teil des Kaders der ersten Mannschaft. Sein Debüt gab er am 1. Spieltag der Abstiegsrunde in der Spielzeit 2019/20, als er bei einem 3:2-Sieg über Hapoel Ra’anana in der 64. Minute für Fares Abu Akel eingewechselt wurde.
Ende Januar 2024 wurde er für den Rest der Saison an Maccabi Netanja verliehen, denen er sich zur Saison 2023/24 dann auch final anschloss.

### Nationalmannschaft
Seit Oktober 2021 wird Bilu in der israelischen U21 eingesetzt und stand dort auch im Kader für die Europameisterschaft 2023, bei der er in jeder Partie seiner Mannschaft auf dem Platz stand. Seine Mannschaft schied im Halbfinale durch ein 0:3 gegen England aus dem Turnier aus.